# Strzegowo (gmina)
Strzegowo (do 31 grudnia 1997 gmina Strzegowo-Osada) – gmina wiejska w województwie mazowieckim, w powiecie mławskim. W latach 1975–1998 gmina położona była w województwie ciechanowskim.
Siedziba gminy to Strzegowo (do 31 grudnia 1996 pod nazwą Strzegowo-Osada).
Do 1954 roku na obszarze obecnej gminy istniały: gmina Unierzyż oraz częściowo gminy Dąbrowa i Regimin.
Według danych z 30 czerwca 2004 gminę zamieszkiwało 7950 osób.

## Struktura powierzchni
Według danych z roku 2002 gmina Strzegowo ma obszar 214,23 km², w tym:
- użytki rolne: 71%
- użytki leśne: 22%

Gmina stanowi 18,29% powierzchni powiatu.

## Demografia

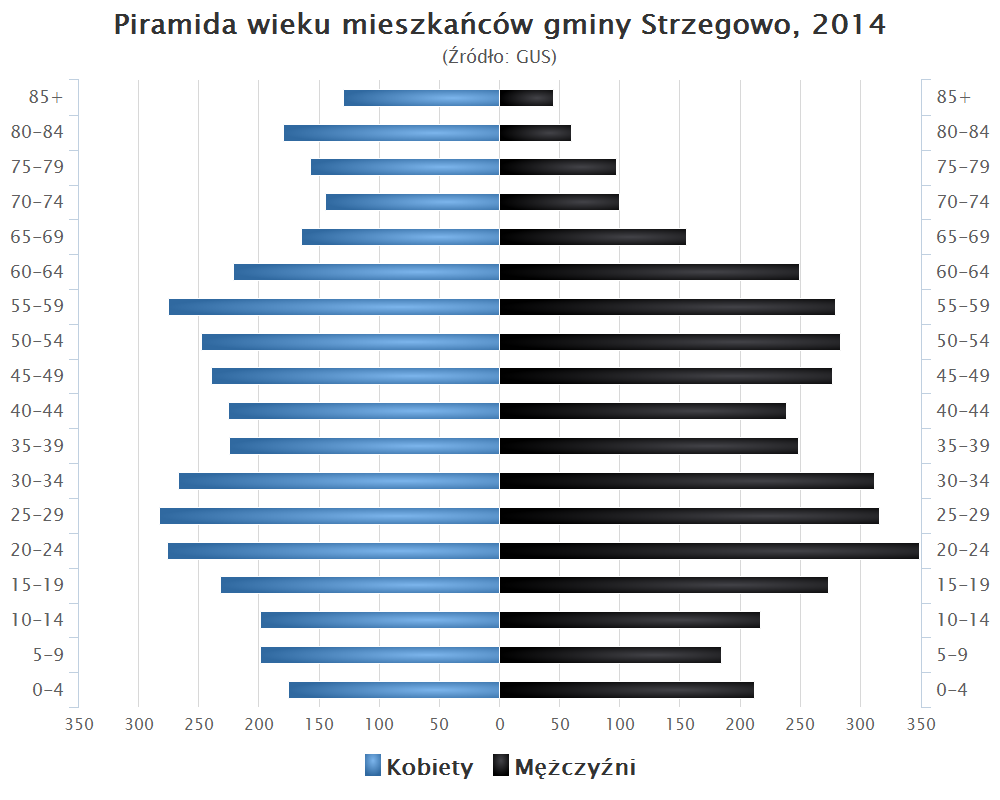
Piramida wieku mieszkańców gminy Strzegowo w 2014 roku

Dane z 30 czerwca 2004:
| Opis                              | Ogółem | Ogółem | Kobiety | Kobiety | Mężczyźni | Mężczyźni |
| --------------------------------- | ------ | ------ | ------- | ------- | --------- | --------- |
| jednostka                         | osób   | %      | osób    | %       | osób      | %         |
| populacja                         | 7950   | 100    | 3956    | 49,8    | 3994      | 50,2      |
| gęstość zaludnienia (mieszk./km²) | 37,1   | 37,1   | 18,5    | 18,5    | 18,6      | 18,6      |

## Miejscowości sołeckie
Adamowo, Augustowo, Breginie, Budy Mdzewskie, Budy Sułkowskie, Budy Wolińskie, Chądzyny-Krusze, Chądzyny-Kuski, Czarnocin, Czarnocinek, Dalnia, Dąbrowa, Drogiszka, Giełczyn, Giżyn, Giżynek, Grabienice Małe, Ignacewo, Józefowo, Konotopa, Kontrewers, Kowalewko, Kuskowo (Kuskowo Kmiece, Kuskowo-Glinki), Łebki, Marysinek, Mączewo, Mdzewko, Mdzewo, Niedzbórz, Pokrytki, Prusocin, Rudowo, Rydzyn Szlachecki, Rydzyn Włościański, Strzegowo, Sułkowo Borowe, Sułkowo Polne, Syberia, Unierzyż, Unikowo, Wola Kanigowska, Zabiele.

## Pozostałe wsie
Drogiszka-Tartak, Giełczynek, Grabienice Wielkie, Leszczyna, Radzimowice, Stara Maryśka, Staroguby, Szachowo, Szymańczyki, Wygoda

## Sąsiednie gminy
Ciechanów, Glinojeck, Raciąż, Radzanów, Regimin, Stupsk, Szreńsk, Wiśniewo